# 特卡波湖
蒂卡波湖（英語：Lake Tekapo）是位于紐西蘭南岛麦肯奇盆地的湖泊，位置与普卡基湖和奥豪湖大致平行。面积83平方公里（32平方英里），海拔710公尺（2330英尺）。
湖水源于其北部的戈德利河，该河源头位于其北部的南阿尔卑斯山。蒂卡波湖是知名的旅游景点之一，湖边小镇及其南部有许多度假酒店。蒂卡波湖地区公园则由坎特伯雷地方政府管辖，位于湖的南岸。在小镇的北部，亚历山德里纳湖的南部则有一座由坎特伯雷大学运营的天文台，位于约翰山顶部，称约翰山天文台。

## 水力发电
起初，蒂卡波湖湖水从南端流出，注入蒂卡波河。1938年起，当地开始建造一座水电站，本预计在1943年完工，但因第二次世界大战于1942年停工。在此期间，为调控通向下游瓦伊塔奇湖大坝的水流，当地建成一道闸门。1944年，水电站的建造重新开始，并在1951年建成，名“特卡波A号”。
湖水经过一条位於小镇地下的1.4公里（4600英尺）隧道流至水电站。在此之后，其本应流入特卡波河，但因瓦伊塔奇地区1970年代的水电计划实施而改道，流入一条26公里（16英里）的运河，并随之流向普卡基湖岸边的“蒂卡波B号”水电站。
在1986年建造涡轮发电机失败之后，当地重新建造了一台新的卡布兰式水轮机，它比之前拥有更高的效率和更大的功率（42000马力）。如今，该水电站已经可以从一个2520万瓦的发电机中每年发出1600亿瓦时的电。
2008年，本莫尔湖和瓦伊塔奇湖上的水电站重装升级，蒂卡波A号和B号也得以重新装修。
2011年6月1日，在当地政府的指令下，蒂卡波A号和B号水电站的管理方从Meridian能源公司转移到了Genesis能源公司，但Meridian能源公司依舊控制著奧豪湖、本莫尔湖和瓦伊塔奇湖等湖上的水電站。

## 好牧羊人教堂
特卡波湖的岸边有一座好牧羊人教堂，是麦肯奇盆地的第一所教堂，完工於1935年8月3日，用以紀念克萊斯特徹奇的主教Campbell West-Watson博士。教堂由克赖斯特彻奇的工程师R.S.D. Harman根据一名当地艺术家Esther Hope的草图所設計，透过其窗户，特卡波湖和旁邊山的景色一览无余，十分美丽，吸引許多攝影師以及結婚的新人前來拍照。若非在該教堂舉行結婚典禮，僅三人一組前來拍攝婚紗照，教堂方面根據停留時間的長短，會收取100或150新西蘭元的費用。

## 铜制牧羊犬雕像
好牧羊人教堂的附近有一座铜制柯利牧羊犬的雕像。由於在麥肯奇地區的居民的早期生活中，牧羊犬對他們的開荒等重要工作起到很大幫助，當地的居民出資建造了該雕像來紀念它。雕刻家Innes Elliott來自凯库拉，而狗模特则是他邻居的一条狗，名叫Haig。据Elliott所说，雕刻工作共花了大约15个月完成。他首先用来自於特姆卡的陶土搭建了一个基本模型，将該模型於1966年运送到伦敦，在当地继续完成雕刻的剩余部分，最後將完工的雕像送到特卡波湖邊。

## 滑雪场
特卡波湖北部距特卡波湖镇24公里處有一座Roundhill滑雪场，海拔跨越1350米到2133米（垂直落差783米），于每年6月到9月的滑雪季開放。

## 圖片集
- 从特卡波湖到普卡基湖的运河
- 夏季的2月，夕阳西下时的好牧羊人教堂
- 特卡波湖冬季的景色

## 外部連結
- 维基导游上有關Lake Tekapo的旅行指南
- 特卡波湖旅游官网 （页面存档备份，存于）
- 麦肯奇地区有关特卡波湖的介绍 （页面存档备份，存于）
- 麦肯奇地区地方政府 （页面存档备份，存于）
- 好牧羊人教堂 （页面存档备份，存于）
- Roundhill滑雪場 （页面存档备份，存于）